# Дајк (Ајова)
Дајк (енгл. Dike) град је у америчкој савезној држави Ајова. По попису становништва из 2010. у њему је живело 1.209 становника.

## Демографија
Према попису становништва из 2010. у граду је живело 1.209 становника, што је 265 (28,1%) становника више него 2000. године.
| Група             | 2000.       | 2010.         |
| Белци             | 929 (98,4%) | 1.184 (97,9%) |
| Афроамериканци    | 2 (0,2%)    | 3 (0,2%)      |
| Азијати           | 3 (0,3%)    | 3 (0,2%)      |
| Хиспаноамериканци | 2 (0,2%)    | 15 (1,2%)     |
| Укупно            | 944         | 1.209         |